# Miecz bastardowy

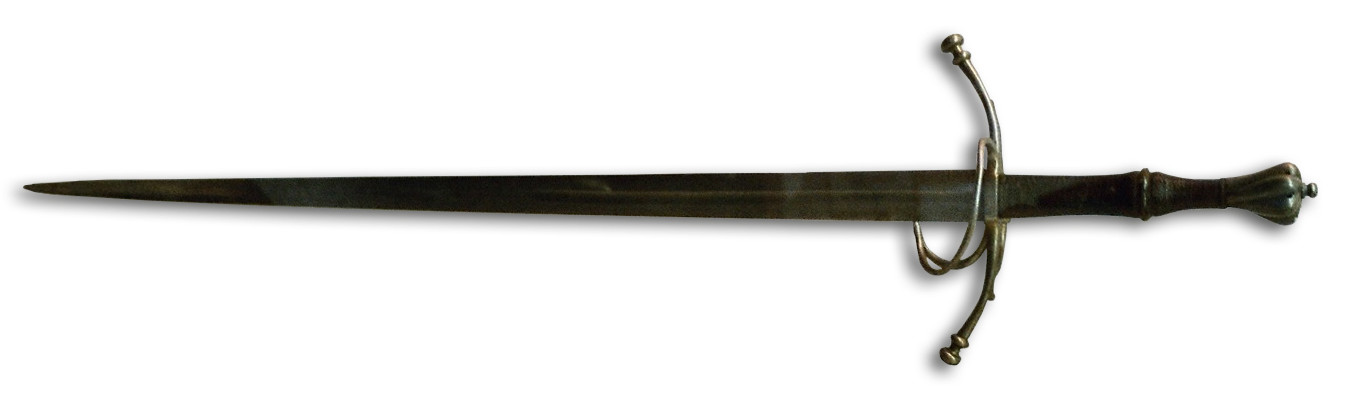
Miecz bastardowy z XVI w.

Miecz bastardowy (miecz bękarci) – rodzaj miecza, łączącego w sobie cechy miecza jednoręcznego (długość głowni) oraz miecza długiego (przedłużona rękojeść, umożliwiająca dołożenie drugiej ręki). W tym sensie nie były one ani mieczem jednoręcznym, ani prawdziwym mieczem dwuręcznym, a zatem nie należały do żadnej z "rodzin" mieczy. Często różnica między tymi rodzajami broni jest płynna i trudna do jednoznacznego skategoryzowania, co sprawia, że niektóre miecze bastardowe często zaliczane są do mieczy długich. 

## Historia
Jako osobna konstrukcja miecz bastardowy wyodrębnił się w późnym średniowieczu, a nazwę tę zaczęto stosować już od XIV w. (fran. épée bâtarde, niem. bastardschwert, ang. bastard sword). Od XV w. jego konstrukcję zaczęto wzbogacać o dodatkowe elementy konstrukcyjne i zdobnicze takie jak np. kabłąk, obłęki, ricasso, ośla podkowa, co stanowiło drogę ewolucji w kierunku późniejszych rapierów (w których rozbudowana osłona rękojeści była już powszechna). Miecze bastardowe produkowano do XVII w.
Na turnieju zorganizowanym przez Henryka VIII w lipcu 1540 r. miecz bastardowy występował jako osobna konkurencja (obok miecza dwuręcznego oraz długiego), co potwierdza uznawanie ich w epoce za odrębny typ broni.

## Etymologia
Nazwa bastard (pol. bękart) nawiązuje do pejoratywnego określenia nieślubnego dziecka, jak metaforycznie można określić miecz łączący w sobie cechy dwóch odrębnych konstrukcji.